# Агамемнон (Акагамунас)
Агаме́мнон, Акагамунас (хет.: A-ka-ga-mu-na-aš) — грецький ватажок, відомий своїми нападами на Західну Анатолію у XIV ст. до н. е. Згадується в хеттських текстах.
Деякими дослідниками ототожнюється з пізнішим мікенським царем Агамемноном. Інші — заперечують, що в джерелах йдеться саме про ім'я. За іншою версією — був тезкою більш відомого Агамемнона, а здобуття греками Трої під керівництвом Акагамунаса згодом було приписане Гераклу.